# Skuderløse
Skuderløse is een plaats in de Deense regio Seeland, gemeente Fakse. De plaats telt 210 inwoners (2008).